# Arrondissement di Valence
L'arrondissement di Valence è un arrondissement dipartimentale della Francia situato nel dipartimento della Drôme, nella regione dell'Alvernia-Rodano-Alpi.

## Storia
Fu creato nel 1800, sulla base dei preesistenti distretti. Nel 1926 assorbì l'arrondissement soppresso di Montélimar.

## Composizione
L'arrondissement è diviso in 123 comuni raggruppati in 16 cantoni,  elencati di seguito:
- cantone di Bourg-de-Péage
- cantone di Bourg-lès-Valence
- cantone di Chabeuil
- cantone di Le Grand-Serre
- cantone di Loriol-sur-Drôme
- cantone di Portes-lès-Valence
- cantone di Romans-sur-Isère-1
- cantone di Romans-sur-Isère-2
- cantone di Saint-Donat-sur-l'Herbasse
- cantone di Saint-Jean-en-Royans
- cantone di Saint-Vallier
- cantone di Tain-l'Hermitage
- cantoni di Valence, da 1 a 4

| Controllo di autorità | VIAF (EN) 6539152139998211100006 · LCCN (EN) n2018014036 |